# Glendisc
Glendisc är ett skivbolag som startades 1972 av Bruno Glenmark och hans fru Ann-Louise Hanson som ägde det fram till 1990. Det finns numera i Ystad vid Skånes sydkust, där de även har en inspelningsstudio. Förutom Bruno Glenmark och hans fru Ann-Louise Hanson själva, har många kända artister spelat in och givit ut skivor på Glendiscs märke, såsom:
|  | - Glenmarks - John Ballard - Christer Björkman - Nadja Eriksson - Kossi Gardner - Anders Glenmark - Josefin Glenmark - Karin Glenmark - Pernilla Wahlgren - Eva Dahlgren - Rasmus Eriksson - May Qwinten - OKÅ | - Hadar Kronberg - Anne Kihlström - Matilda Mettälä - Pandora - Bosse Parnevik - Staffan Percy - Annica Burman - Olle Tull - Lasse Wellander - Lars-Åke "Babsan" Wilhelmsson - SMILE.dk - Tonjua Hawkins |
|  | | |

### Fotnoter
1. ↑  Karin Sörbring (26 maj 2019). ”Ann-Louise Hansons livsändring efter dödsbeskedet” (på svenska). Expressen. https://www.expressen.se/noje/ann-louise-hansons-livsandring-efter-dodsbeskedet/. Läst 23 februari 2020.